# ذلکه (دیواندره)
ذلکه (دیواندره)، روستایی از توابع بخش سارال شهرستان دیواندره در استان کردسان یک روستای کاملاً خوش آب و هوا با مردمانی خون گرم و مهمان نواز است

## جمعیت
این روستا در دهستان سارال قرار دارد و براساس سرشماری مرکز آمار ایران در سال ۱۳۸۵، جمعیت آن ۶۶ نفر (۱۴خانوار) بوده‌است.